# Земсков, Сергей Евгеньевич
Сергей Евгеньевич Земсков (род. 22 июля 1977, Москва) — российский хоккеист, нападающий. Тренер.

## Биография
Сын тренера Евгения Земскова.
Воспитанник «Крыльев Советов». Выступал за команды «Кристалл» Саратов и «Химик» Энгельс (1994/95 — 1996/97), «Русский вариант» Липецк (1994/95), «Авангард» и «Авангард-2» (Омск, по два матча), «Крылья Советов-2», «Рыбинск», «Рязань» (все — 2003/04), «Велком» Истра (2003/04 — 2004/05).
Окончил МГАФК (2011).
Тренер в московских хоккейных школах «Созвездие» (2001—2003), ЦСКА (2010—2012), «Серебряные акулы» (с 2013).